# Terminalia guaiquinimae
Terminalia guaiquinimae är en tvåhjärtbladig växtart som beskrevs av Bassett Maguire och Exell. Terminalia guaiquinimae ingår i släktet Terminalia och familjen Combretaceae. Utöver nominatformen finns också underarten T. g. steyermarkii.